# Kim Bauermeister
Kim Bauermeister (* 20. listopadu 1970 Stuttgart) je bývalý německý atlet, běžec na střední a dlouhé tratě.

## Sportovní kariéra
Na evropském juniorském šampionátu v roce 1989 získal bronzovou medaili v běhu na 3000 metrů překážek. Jeho největším úspěchem je titul halového mistra Evropy v běhu na 3000 metrů z roku 1994.